# Wai kru

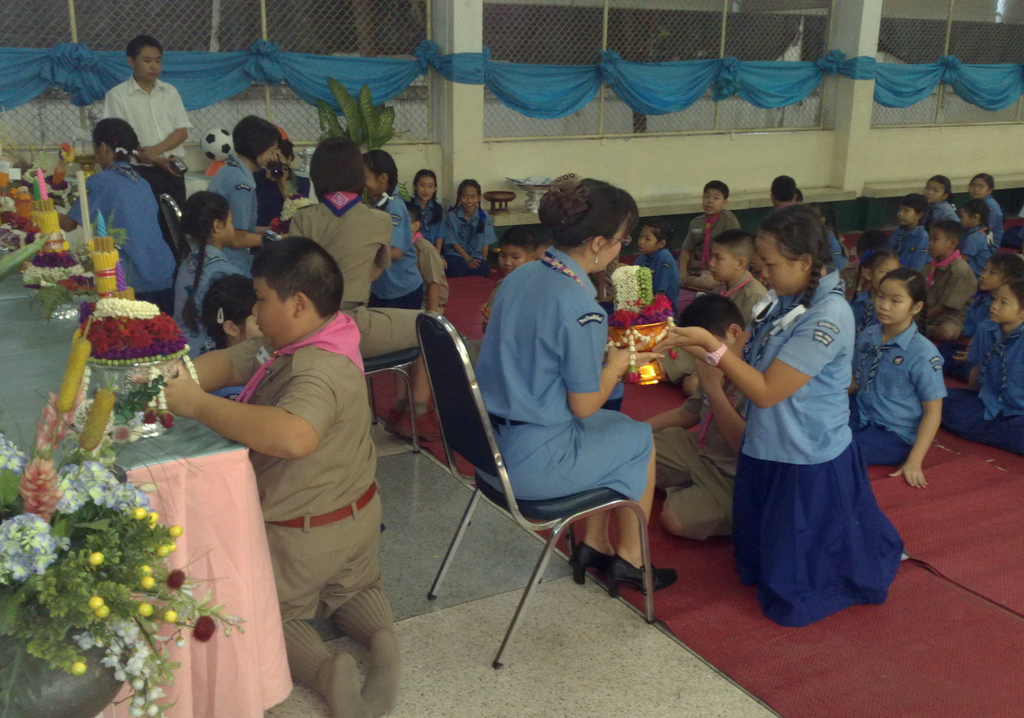
Representação de estudantes presenteando os seus professores com oferendas durante a cerimónia de wai kru em Wachirawit School, Chiang Mai.

A cerimónia wai kru (em tailandês:  พิธีไหว้ครู, pronunciado wâːj kʰrūː) é um ritual tailandês em que as pessoas retribuem respeito a outras, com o propósito de expressar a sua gratidão e formalizar a relação entre ambas. Frequentemente utilizado em escolas, o wai kru tem sido encarado como um importante rito nas tradicionais performances das artes marciais tailandesas, assim como na astrologia, massagens tailandesas e outras artes tradicionais da Tailândia; estudantes e performances de muay thai e krabi krabong, tal como em actuações de danças thai e musicas clássicas, onde é comummente empregue o ritual wai kru no início de cada performance como forma de pagar respeito e homenagem tanto aos seus professores como às divindades que frequentam as suas artes.